# Taxithelium neo-caledonicum
Taxithelium neo-caledonicum är en bladmossart som beskrevs av Thériot 1910. Taxithelium neo-caledonicum ingår i släktet Taxithelium och familjen Sematophyllaceae. Inga underarter finns listade i Catalogue of Life.